# Тауншип (США)

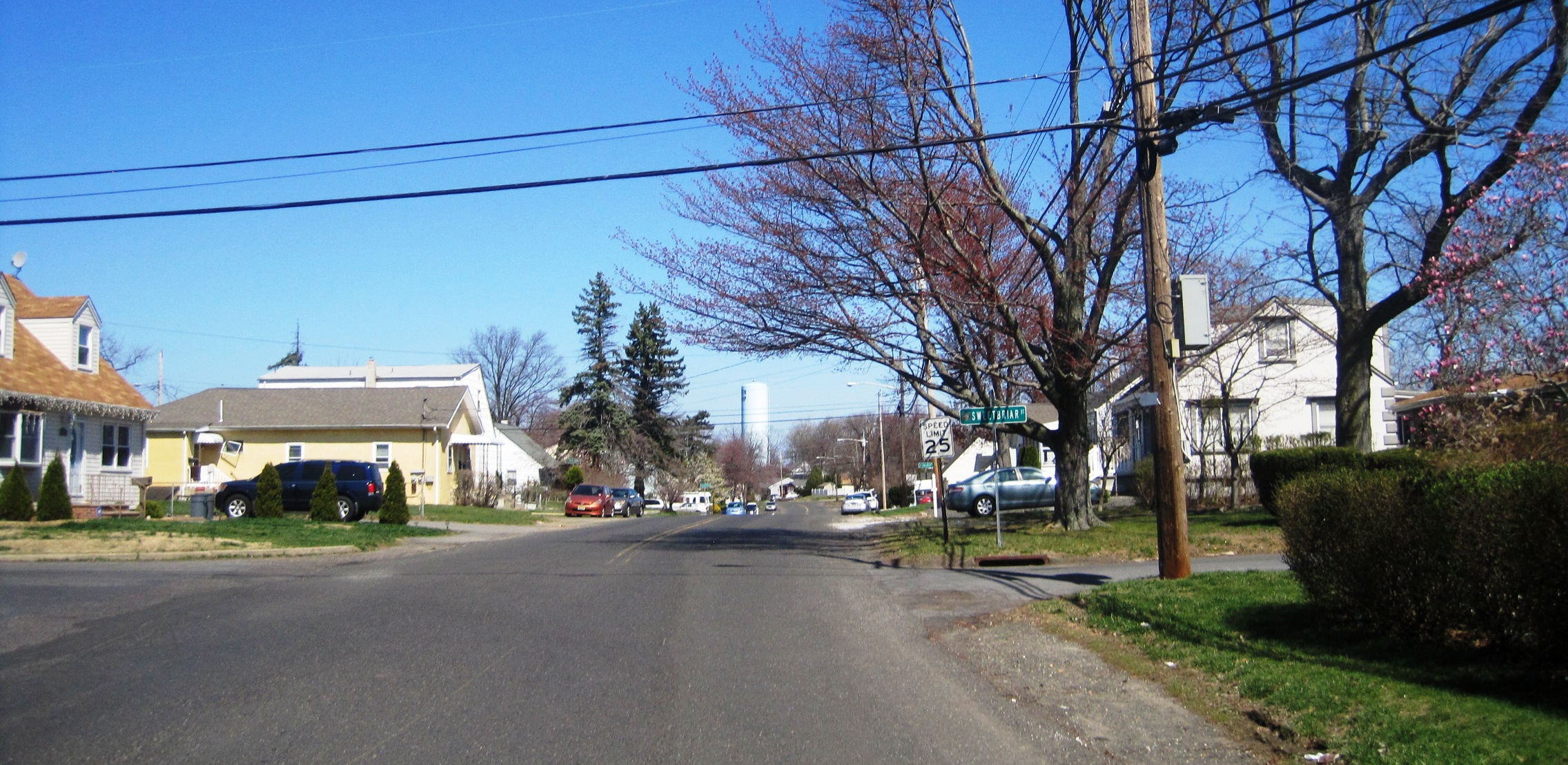
Тауншип Клифвуд-Бич в американском штате Нью-Джерси

Тауншип (англ. Civil township, в штатах Новой Англии — таун town) — одна из административно-территориальных единиц третьего уровня в США.
Тауншипы входят в округа (которые, в свою очередь, входят в штаты) наряду с городскими муниципалитетами. Тауншипы являются одним из видов малых единиц гражданского деления (англ. minor civil divisions, MCD).
Гражданские тауншипы являются широко используемой единицей местного самоуправления в Соединённых Штатах, которые находятся в подчинении округа. Определённые обязанности и уровень автономии гражданских тауншипов зависит от каждого штата. Бюро переписи населения Соединённых Штатов классифицирует гражданские тауншипы как второстепенные гражданские подразделения.
Гражданский тауншип функционирует, как правило, под контролем руководящего Совета или Департамента (название варьируется от штата к штату), а также контролируется чиновником или членом правления Совета. Из должностных лиц гражданский тауншип зачастую включает в себя мирового судью, дорожного комиссара, эксперта, полицейского и инспектора. В XX веке многие гражданские тауншипы добавили управляющего или руководителя в качестве главы правления. В некоторых случаях гражданские тауншипы создают свои местные библиотеки, оказывают услуги пожилым гражданам, молодёжи и инвалидам, также оказывают экстренную помощь гражданам, и даже предоставляют кладбищенские услуги.
Конкретные возможности, функции и степень ответственности тауншипского управления сильно отличаются в разных штатах, а иногда и в разных округах одного штата. Тауншипы существуют лишь в 20 штатах, в основном на севере и северо-востоке страны. В 2002 году в этих штатах насчитывалось 16 504 тауншипа.
Из этих 16 504 тауншипов лишь 1179 (7,1 %) имеют население не менее 10 тыс. человек, a 52,4 % — меньше, чем одна тысяча человек (по данным переписи 2000 года).
В 2007 году статус «таун» или «тауншип» имело 16 519 единиц.

## Гражданские тауншипы северо-восточных штатов
В Новой Англии и штате Нью-Йорк основными формами местного самоуправления являются большие и малые города. Эти штаты используют термин «town» вместо «township». В Новой Англии и Нью-Йорке тауншипы включены в муниципалитеты. В малонаселённых частях Нью-Гэмпшира, Вермонта и Мэна тауншипы, которые не включены в муниципалитет, называют «тауншипами» или неприсоединёнными районами (по отношению к округам). Таким образом, тауншипы не являются какой-либо частью города и имеют ограниченное самоуправление, если такое вообще имеется, так как многие из них необитаемы.